# جوني مان (موزع)
جوني مان (بالإنجليزية: Johnny Mann)‏ هو موزع أمريكي، ولد في 30 أغسطس 1928 في بالتيمور في الولايات المتحدة، وتوفي في 18 يونيو 2014 في أندرسون في الولايات المتحدة بسبب مرض.

## وصلات خارجية
- جوني مان على موقع IMDb (الإنجليزية)
- جوني مان على موقع ميوزك برينز (الإنجليزية)
- جوني مان على موقع قاعدة بيانات برودواي على الإنترنت (الإنجليزية)
- جوني مان على موقع ديسكوغز (الإنجليزية)